# Yamaha YZR 500
La YZR 500 è una motocicletta da competizione della casa motociclistica giapponese Yamaha, con motorizzazione due tempi, che ha partecipato al motomondiale della classe 500, vincendo svariati titoli.

## Evoluzione

### 4 cilindri in linea (1973-1981)
Il debutto della prima Yamaha 500 ufficiale avvenne al GP di Francia 1973: la nuova moto, siglata 0W20, ottenne pole position, giro più veloce e vittoria. Il suo motore, un 4 cilindri in linea due tempi raffreddato a liquido con ammissione regolata dal pistone (alesaggio e corsa 54 mm, cilindrata 494,69 cm³) erogava 95 CV a 9.500 giri/min. Il telaio è un doppia culla chiusa in tubi d'acciaio al Cr-Mo, la sospensione posteriore consiste in un forcellone oscillante con due ammortizzatori regolabili, e la moto pesa 150 kg. Jarno Saarinen e Hideo Kanaya dominarono i primi due GP della stagione '73, prima che il finlandese trovasse la morte a Monza. La Yamaha, ritiratasi a seguito del decesso di Saarinen, ripresentò la sua quattro cilindri nel 1974 modificata nella sospensione posteriore (ora monoammortizzatore a schema "Monocross"). Affidata a Giacomo Agostini, vinse i GP di Austria e Olanda, prima di fare spazio, a partire dal GP del Belgio, alla nuova 0W23, alleggerita, con un interasse minore e cambio estraibile. La 0W23 corse anche nel Motomondiale 1975, ottenendo i titoli iridati Piloti e Costruttori (quest'ultimo già vinto nel '74).
Concessasi un anno sabbatico nel 1976, la Yamaha ritornò alle corse nella stagione 1977 affidando a Johnny Cecotto, Steve Baker e Agostini la nuova 0W35, che presentava molte differenze rispetto al modello precedente: nuove misure di alesaggio e corsa (56x50,6 mm; cilindrata 498,2 cm³), nuovi carburatori (Mikuni da 34 mm con "Power Jet"), nuove espansioni (simili a quelle della TZ 750), telaio più leggero (con peso totale ridotto a 132 kg), forcellone scatolato in alluminio e nuove pinze dei freni. La potenza saliva a 115 CV a 11.000 giri/min. In occasione del GP di Finlandia Cecotto portò al debutto la versione 0W35K, dotata di valvola allo scarico YPVS. Dalla stagione successiva la valvola YPVS fu montata su tutte le moto ufficiali, e con una 0W35K Kenny Roberts vinse il suo primo titolo mondiale.
Nel 1979 debuttò la 0W45, perfezionata rispetto al modello precedente, che insieme alle sue evoluzioni 0W48 e 0W48R, quest'ultima caratterizzata dai cilindri esterni ruotati di 180° (entrambe datate 1980), consentì a Roberts di vincere altri due titoli iridati. Ultima Yamaha 500 4 cilindri in linea fu la 0W53 (1981), con il motore della 0W48R e il telaio in alluminio della 0W54, riservata ad alcuni piloti assistiti dalla Casa di Iwata (Boet van Dulmen, Christian Sarron, Marc Fontan e Christian Estrosi).

### 4 cilindri in quadrato (1981-1982)

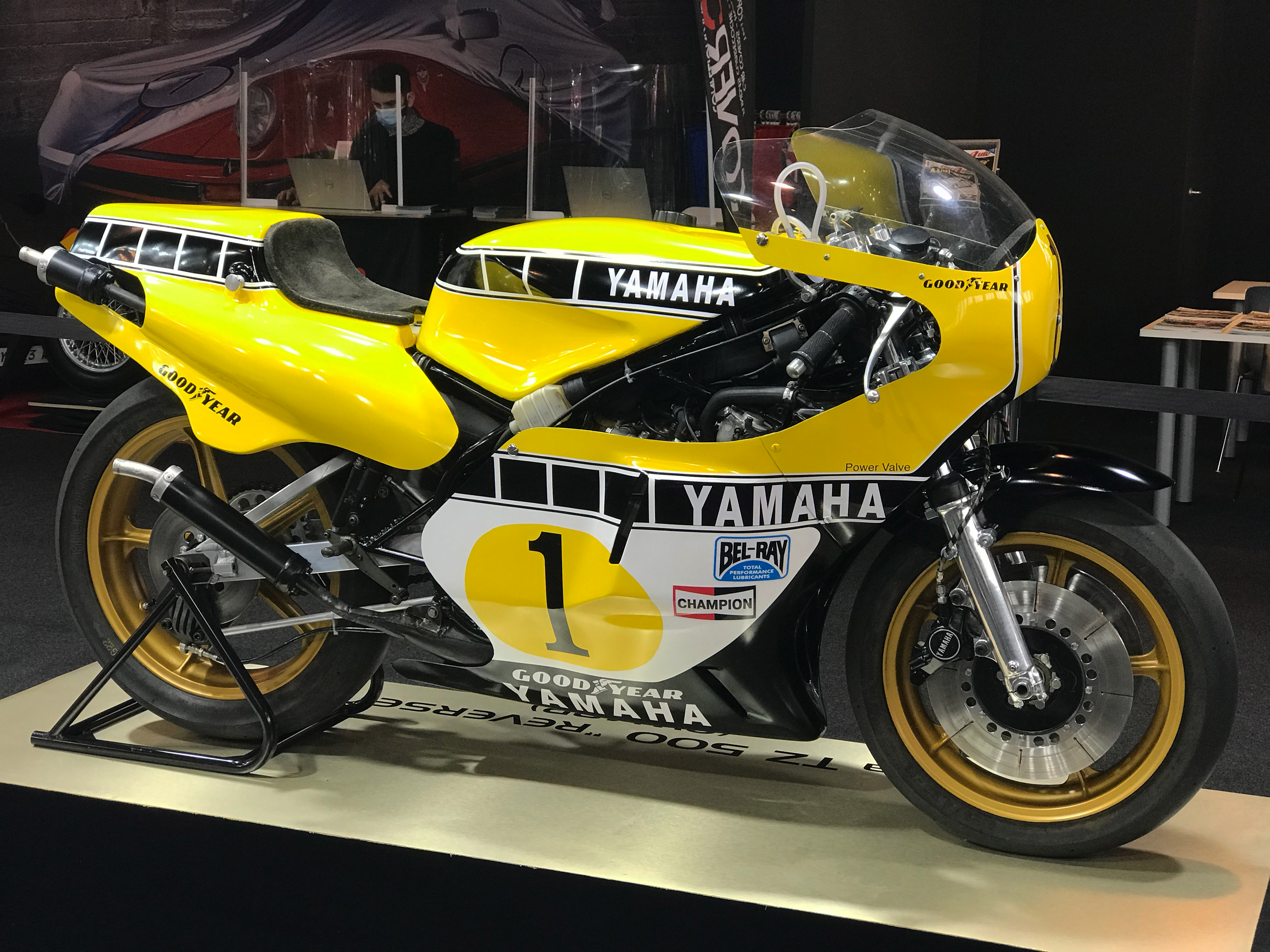
Yamaha YZR500 del 1980 di Kenny Roberts

Nella stagione 1981 la Yamaha corse con il modello 0W54, con motore 4 cilindri in quadrato con distribuzione a disco rotante, architettura simile a quella delle Suzuki RG 500 con le quali battagliava nel Mondiale. La moto si rivelò pesante (nonostante l'utilizzo di un telaio in tubi d'alluminio) e con un motore poco trattabile, non permettendo a Roberts di difendere il titolo iridato. La stagione successiva si rimediò ai difetti riscontrati con la 0W60, più leggera, che permise a Roberts e Barry Sheene di ottenere i primi due posti al GP d'Argentina. Lo statunitense passò a stagione in corso su una nuova moto con motore 4 cilindri a V, con poca fortuna (fu quarto a fine stagione) mentre Graeme Crosby, che aveva ottenuto un nuovo telaio, fu secondo.
Su richiesta della Yamaha-USA, la 0W60 fu maggiorata nel 1983 a 693 cm³ (alesaggio 64 mm, corsa 54) per correre alla 200 Miglia di Daytona: la moto, battezzata 0W69, nacque per sostituire la vetusta 0W31, e vinse le edizioni 1983 e 1984 della gara statunitense con Kenny Roberts.

### 4 cilindri a V (1982-2002)
A partire dal GP d'Austria 1982 Kenny Roberts dispose di una nuova moto: la 0W61, spinta da un 4 cilindri a V con angolo tra le bancate di 60°, due alberi motore che ruotano nello stesso senso e alimentazione a disco rotante. Ad essa fece seguito, nel 1983, la 0W70, dotata di telaio in alluminio "Deltabox" e ruota anteriore da 17", con la quale lo statunitense lottò per tutta la stagione con la Honda NS 500 di Freddie Spencer, finendo sconfitto solo all'ultima gara. Ulteriore evoluzione fu la 0W76 (1984) con alimentazione a lamelle (potenza 140 CV), portata al titolo iridato da Eddie Lawson.
Cambiamenti più radicali avvennero con la 0W81 del 1985-1986, nella quale gli alberi motori diventano controrotanti, riducendo l'effetto giroscopico del motore e guadagnando 5 CV in più rispetto alla 0W76. Evoluzione della 0W81 fu, nel 1987, la 0W86, con espansioni riviste per rientrare nei regolamenti sportivi.
Ulteriori modifiche furono apportate nella stagione '88, annata nella quale fu rivisto il motore (montato più inclinato verso il basso), che vide l'angolo tra le bancate ampliarsi a 70°, in modo da permettere l'installazione di un pacco lamellare di maggiori dimensioni. Nuovo anche il forcellone, del tipo "a banana", così conformato per lasciare spazio alle espansioni. Con questa moto, battezzata 0W98, Lawson vinse il suo terzo titolo iridato vincendo 7 GP su 15. Va segnalata anche la vittoria di Wayne Rainey a Donington, ottenuta con una 0W98 dotata di freni a disco in carbonio. L'anno successivo la moto lasciò spazio a una versione migliorata, la 0WA8, che introdusse un sistema di telemetria.

Nel 1990 fu il turno della 0WC1, moto progettata dai tecnici Yamaha per ottenere il bilanciamento migliore possibile tra telaio e motore (che era arrivato ad erogare 155 CV). Con la 0WC1 e le successive 0WD3 (1991) e 0WE0 (1992) Rainey vinse tre titoli mondiali consecutivi. Sulla 0WE0 del '92 fece il suo esordio il sistema di fasatura degli scoppi del motore "Big Bang", che rendeva più trattabile l'erogazione del motore (che in quell'annata forniva 160 CV). Per il Motomondiale 1993 la 0WF2 fu ulteriormente potenziata (a 170 CV) e dotata di un telaio irrobustito. Seguì la 0WF9 (1994-1995), con carena ridisegnata e nuovo airbox.

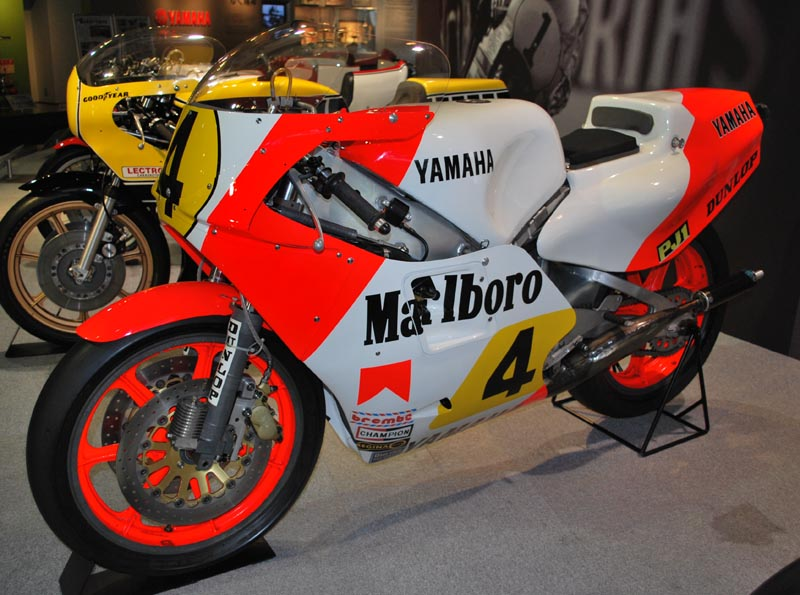
Yamaha YZR500 0W70 del 1983 di Kenny Roberts.

Il 1996 vide l'arrivo della 0WH0, il cui motore fu ridisegnato, ritornando alle misure di alesaggio e corsa della 0W20, al fine di trovare un equilibrio tra coppia e potenza massima. Nella stagione successiva fu il turno della 0WK1, con angolo tra i cilindri portato a 75° per aumentare la capacità dell'airbox; nel Motomondiale 1998, però, si cambiò idea, ritornando ad un angolo di 70° sul modello 0WK1, prima Yamaha 500 con carburatori Keihin e alimentata a benzina senza piombo, impiegata anche nella stagione 1999.
Ulteriori miglioramenti arrivarono nelle versioni successive, le 0WK6 del 2000, 0WL6 del 2001, ultima Yamaha 500 a vincere un GP (quello di Germania, con Max Biaggi) e 0WL9, datata 2002, in piena era MotoGP.

### Modelli per i piloti privati
Sulla base della 0W35 la Yamaha decise di costruire, a partire dal 1980, un modello destinato ai piloti privati che facesse concorrenza alla Suzuki RG: la TZ 500 G, destinata a completare la serie delle moto da corsa della Casa dei tre diapason. Presentata come The true replica of King Kenny's World GP winning machine, la TZ fu scelta per la stagione '80 da molti piloti, tra cui Barry Sheene, Jack Middelburg, Boet van Dulmen, Patrick Pons, Patrick Fernandez, Michel Frutschi, Gianfranco Bonera e Virginio Ferrari. Le loro aspettative si infransero già a partire dal GP delle Nazioni, prima gara stagionale: Sheene, settimo al traguardo con la prima delle TZ, lamentò il saltellamento del retrotreno (più tardi definirà la sua moto "maneggevole come l'ancora di una nave"). Tale problema, dovuto all'errato dimensionamento dei tubi del telaio (più sottili del dovuto) ed alla scarsa qualità del monoammortizzatore posteriore, rendeva la moto inguidabile e portava i suoi piloti a rovinose cadute. Per ovviare al problema Middelburg e van Dulmen si rivolsero allo specialista dei telai Nico Bakker, il quale realizzò un nuovo telaio più rigido dotato del monoammortizzatore della TZ 750, grazie al quale Middelburg vinse il GP d'Olanda. Per il 1981 la Yamaha presentò la TZ 500 H, con telaio rinforzato e monoammortizzatore più robusto, oltre che con cilindrata leggermente maggiorata; ciononostante la moto continuò a non essere competitiva, e solo Guido Paci fu in grado di portarla a punti. Ultimo atto della TZ fu la versione J del 1982, dotata del motore "reversed" già visto sulle 0W53 semiufficiali dell'anno prima ma con il telaio della H. La produzione cessò a fine stagione '82, ma i motori continuarono la loro carriera nei sidecar, sia in versione originale che nelle versioni replicate da alcuni specialisti europei come Busch, Krauser, ADM e JPX. La versione costruita dalla JPX fu impiegata, nella stagione 1989, da Claude Fior per la sua 500 da GP.
Sul finire del 1991 la Yamaha affidò a due costruttori di telai europei, la francese ROC e la britannica Harris, una fornitura di motori attorno ai quali costruire delle moto per i piloti privati. La ROC Yamaha 500 ottenne discreti risultati, il migliore dei quali fu il terzo posto di Niall Mackenzie al GP di Gran Bretagna 1993, inferiori i riscontri per la Harris Yamaha 500 che ha realizzato il sesto posto al GP di Gran Bretagna 1992 come miglior risultato in gara con Terry Rymer. Sempre nel 1993 le difficoltà in gara dei piloti ufficiali del team Marlboro Team Roberts, uniti agli ottimi risultati dei piloti dotati di telaio ROC, spinsero la casa giapponese a creare una moto ibrida composta dal telaio fornito dalla ROC con motore ufficiale della YZR 500. Proprio con questa moto Wayne Rainey (campione del mondo in carica) e Luca Cadalora realizzarono quattro vittorie anche se conteggiate alla Yamaha, pertanto non valide per la ROC ai fini della classifica costruttori.

## Ripercussioni sul mercato
Questo modello è stato riproposto anche nella produzione di serie e in varie cilindrate (125, 250 e 500cm³), i modelli di cilindrata minore (125 e 250) hanno il nome di Yamaha TZR, mentre il modello di cilindrata superiore Yamaha RD 500, quest'ultimo modello fa parte a una categoria di prodotti naked, ma che in questa cilindrata (500) riprende a pieno le caratteristiche del modello da GP, mentre per quanto riguarda le TZR, queste sono sempre state dei prodotti sportivi, che hanno avuto più serie che imitavano nella carenatura la YZR.
Tutti questi modello non sono più in produzione, ma la serie TZR è stata successivamente arricchita con una nuova cilindrata, che però non richiama più nell'aspetto le moto del motomondiale.

## Classifica costruttori e piloti
| Anno | Modello    | Vittorie | Classifica piloti | Pilota           | Classifica costruttori | Note                                   |
| ---- | ---------- | -------- | ----------------- | ---------------- | ---------------------- | -------------------------------------- |
| 2002 | OWL9       | 0        | 6                 | Norifumi Abe     | 2                      | Stagione completata dal modello YZR-M1 |
| 2001 | OWL6       | 3        | 2                 | Max Biaggi       | 2                      |                                        |
| 2000 | OWK5       | 6        | 3                 | Max Biaggi       | 1                      |                                        |
| 1999 | OWK1       | 3        | 4                 | Max Biaggi       | 2                      |                                        |
| 1998 | OWK1       | 1        | 6                 | Norifumi Abe     | 2                      |                                        |
| 1997 | OWH0       | 0        | 6                 | Luca Cadalora    | 2                      |                                        |
| 1996 | OWJ1       | 2        | 5                 | Norifumi Abe     | 2                      |                                        |
| 1995 | OWF9       | 2        | 3                 | Luca Cadalora    | 3                      |                                        |
| 1994 | OWF9       | 2        | 2                 | Luca Cadalora    | 3                      |                                        |
| 1993 | OWF2       | 7        | 2                 | Wayne Rainey     | 1                      |                                        |
| 1992 | OWF2       | 4        | 1                 | Wayne Rainey     | 2                      |                                        |
| 1991 | OWE0       | 7        | 1                 | Wayne Rainey     | 1                      |                                        |
| 1990 | OWC1       | 7        | 1                 | Wayne Rainey     | 1                      |                                        |
| 1989 | OWA8       | 3        | 2                 | Wayne Rainey     | 2                      |                                        |
| 1988 | OW98       | 9        | 1                 | Eddie Lawson     | 1                      |                                        |
| 1987 | OW86       | 8        | 2                 | Randy Mamola     | 1                      |                                        |
| 1986 | OW81       | 8        | 1                 | Eddie Lawson     | 1                      |                                        |
| 1985 | OW81       | 4        | 2                 | Eddie Lawson     | 2                      |                                        |
| 1984 | OW76       | 4        | 1                 | Eddie Lawson     | 2                      |                                        |
| 1983 | OW70       | 6        | 2                 | Kenny Roberts    | 2                      |                                        |
| 1982 | OW60/OW61  | 2        | 2                 | Graeme Crosby    | 2                      |                                        |
| 1981 | OW53/OW54  | 3        | 3                 | Kenny Roberts    | 2                      |                                        |
| 1980 | OW48/OW48R | 4        | 1                 | Kenny Roberts    | 2                      |                                        |
| 1979 | OW45       | 5        | 1                 | Kenny Roberts    | 2                      |                                        |
| 1978 | OW35K      | 5        | 1                 | Kenny Roberts    | 2                      |                                        |
| 1977 | OW35/OW35K | 2        | 2                 | Steve Baker      | 2                      |                                        |
| 1976 | OW29       | 0        | 19                | Johnny Cecotto   | 2                      |                                        |
| 1975 | OW26       | 5        | 1                 | Giacomo Agostini | 1                      |                                        |
| 1974 | OW20/OW23  | 4        | 3                 | Teuvo Länsivuori | 2                      |                                        |
| 1973 | OW20       | 2        | 7                 | Jarno Saarinen   | 2                      |                                        |